# Диброва (Камень-Каширский район)
Диброва (укр. Діброва) — село в Любешовской поселковой общине Камень-Каширского района Волынской области Украины.
Код КОАТУУ — 0723185202. Население по переписи 2001 года составляет 222 человека. Почтовый индекс — 44244. Телефонный код — 3362. Занимает площадь 1,013 км².

## История
В 1946 году указом ПВС УССР село Домброва переименовано в Диброву.
До 2020 года входило в Любешовский район.